# نورث ریچلند هیلز (تگزاس)
نورث ریچلند هیلز، تگزاس(به انگلیسی: North Richland Hills, Texas) شهری در ایالت تگزاس از ایالات جنوبی ایالات متحده آمریکا است. در سرشماری سال ۲۰۰۰، جمعیت این شهر ۵۵۶۳۵ نفر اعلام شد.